# Beat
Beat (v Česku také zvaný big beat) je hudební styl, který výrazně ovlivňoval mladou generaci od poloviny 60. let do začátku 70. let 20. století. Bigbítové kapely měly obvykle složení: dvě elektrické kytary, jedna baskytara a bicí.

## Historie
Beat vznikl v Anglii, především v Londýně a Liverpoolu, v padesátých letech 20. století. V té době zde vzniklo množství nových mladých skupin, které se setkávaly se svými příznivci v malých klubech a hospodách. Na rozdíl od rock and rollových interpretů, které poslouchali jejich rodiče, nevystupovali v nákladných kostýmech, ale v tom v čem chodili do práce nebo po ulici. Beatové písničky jsou v 4/4 rytmu a první doba je zvýrazněna, ve zpěvu dominují vícehlasy, důraz se klade také na kytarové melodie. Písničky jsou proto homogenní a jednolité. Beat představuje jakýsi přechod mezi folk-rockem a pop music proto bývá považován za „kytarový pop“.
Prvním rádiem mimo anglické BBC, které začalo vysílat beatovou hudbu do Evropy, bylo v komunistickém Československu velmi oblíbené Radio Luxemburg.
V 50. letech byla populární hudba středního proudu spojením swingu a evropské písňové tradice. Rockovou revoluci zahájil Rock Around the Clock v roce 1953. Nicméně rock'n'roll nepatřil k mainstreamu a byl generační záležitostí.
Celosvětově symbolizuje big beat prvních 5 alb britských Beatles: Please Please Me (1963), With the Beatles (1963), A Hard Day's Night (1964, Beatles for Sale (1964) a Help (1965), obsahujících kromě typického bigbeatu též coververze rock'n'rollů. Jejich následující alba, od Rubber Soul (1965) po Abbey Road (1969) jsou již rocková.
Symbolem zrodu big beatu v USA je Will You Love Me Tomorrow? od The Shirelles, hit č. 1 v lednu a únoru 1961 a zejména Be My Baby od The Ronettes, hit č. 1 12. října 1963, využívající novou techniku hudebních aranží wall of sound.
Big beat od hudby let 50. let odlišuje především autentičnost, jež se projevila osobními výpověďmi v textech, na rozdíl od často plytkých textů písní předchozích a zejména pozdějších, to, že autor písně byl obvykle i jejím interpretem, a to, že není určena primárně k tanci, nýbrž k poslechu. Dalším odlišujícím rysem jsou hudební nástroje: basová elektrická kytara a bicí; důraz na skupinu místo jen na zpěváka.
Dospělí v té době přijímali beat velmi kriticky. Byl pro ně symbolem rebelie a přinášel věci dosud nevídané. Dlouhé vlasy u mužů, velmi hlasitý poslech hudby.
Beat se také angažoval proti americké válce ve Vietnamu.
Za nejznámější beatové skupiny lze považovat The Beatles, The Rolling Stones, The Who, Kinks, The Mamas and the Papas.
V Československu: Beatmen, Flamengo, Rebels, Komety, Katapult, Sputnici, The Matadors, Brutus a počátky skupin Olympic, Synkopy 61 a Citron.

## Beat v Česku
V Česku zažila beatová hudba v 60. letech obrovský rozmach a popularitu. V letech 1967 a 1968 se konaly 2 československé beatové festivaly.
Po okupaci Československa v srpnu 1968 byla beatová hudba vytlačena z oficiálních sdělovacích prostředků. Represe vůči nezávislé hudbě se stupňovaly a vyvrcholily v roce 1977 soudním procesem s Plastic People of the Universe.
V Československu je nejznámějším představitelem big beatu skupina Olympic a její hity Dej mi víc své lásky (1965), Snad jsem to zavinil já (1967) a Želva (1967). [zdroj⁠?!]
Český pojem big beat nelze zaměňovat s anglickým pojmem big beat, též chemical breaks.

## Původ pojmu bigbít
Clevelandský DJ Alan Freed (mj. také otec termínu rock and roll) chtěl zdůraznit, že skladba Rock Around the Clock z roku 1953 (na albu, jenž sám uváděl) je něco úplně nového, a že to má především pořádný rytmus. Hovořil o rock'n'rollu a dodal, aby to ještě dál podtrhnul: This is really Big Beat!

Jiné vysvětlení původu pojmu odkazuje k písni amerického zpěváka Fatse Domina „The Big Beat„.

### Pojem v Česku
V Československu bylo slovo Bigbít, Big Beat, někdy familiárně bigboš, chápáno malinko odlišně. Jednalo se o pojem pro mainstreamovou populární hudbu 60. let 20. století, především v letech 1963–1969, místo nesprávného jazzová hudba či estrádní hudba. Od 70. let byl tento pojem někdy používán pro označení rocku či undergroundu.
Skupinka kolem Pavla Kratochvíla, Toma Vašíčka, Zdeňka Leiše, Pavla Sedláčka, Petra a Jirky Jandových a Pavla Chrastiny si tehdy možná myslela, že oba termíny (rock'n'roll a bigbeat) jsou synonyma. Podle Pavla Sedláčka byla záměna záměrná, aby neprovokovali komunistickou státní moc výrazem rock'n'roll nazvali svou skupinu „Studijní skupina big beatu“ a obecně začali používat označení bigbít. Rychle to domácnělo i mezi kulturními úředníky. Anglofonní země by česko-slovenský žánr nejspíš označily za pop-rock.[zdroj⁠?!]

## Nejznámější beatové skupiny
- The Beatles
- The Animals
- Cliff Bennett and the Rebel Rousers
- The Big Three
- The Dave Clark Five
- The Cryin' Shames
- The Dakotas
- The Fourmost
- Freddie and the Dreamers
- Gerry & The Pacemakers
- Herman's Hermits
- The Hollies
- Kinks
- Billy J Kramer & Dakotas
- Manfred Mann
- The Merseybeats
- The Mindbenders
- Pretty Things
- The Rolling Stones
- The Searchers
- The Small Faces
- The Swinging Blue Jeans
- The Troggs
- The Undertakers
- The Who
- The Zombies

## Československé beatové skupiny
- Olympic
- The Matadors
- The Beatmen
- The Soulmen
- George and Beatovens
- Synkopy 61
- The Cardinals
- The Spies
- Synkopa
- Vítkovo kvartéto
- The Primitives Group
- Prúdy
- Collegium Musicum
- Rebels
- The Meditating Four
- Flamengo
- Blue Effect
- Bigbity
- Katapult
- Brutus